# Sinispela de Arbórea
Sinispela de Arbórea (n. antes de 1157 - f. depois de 1204), foi uma princesa de Arborea pertencente à Casa de Lacon Serra. Foi através dela que o seu filho Hugo de Bas reclamou o trono arborense. Pelos casamentos a que foi sujeita é antepassada de figuras sardas ilustres como Adelásia de Torres, Mariano IV de Arbórea e, através deste, de Leonor de Arbórea.

## Biografia
Sinispela era filha de Barisão II de Arbórea e da sua primeira esposa, Pelegrina de Lacon. Não se sabe ao certo a data de nascimento, mas terá sido seguramente anterior a 1157, data da separação dos seus pais. Pouco se sabe dela durante o período de reinado do pai, que ganhou perdeu os títulos de Juíz de Cagliari (1163-1164) e Rei da Sardenha (1164-1165) em apenas dois anos. Nesse ano de 1165, a aliança com a República de Génova, ativa durante o período de guerra com a República de Pisa, e que lhe permitira estas regalias, desvanecera-se também. Barisão ficara cativo em Génova, e quando foi libertado para proceder ao pagamento da dívida, enviou a catalã Agalbursa de Bas (madrasta de Sinispela) e o irmão Hugo Pôncio de Bas como reféns. Só em 1171 os reféns foram libertos, após o pagamento de Barisão. Este, encontrando-se sem aliados, resolveu voltar-se para a antiga aliada Catalunha e renovou a aliança já feita na altura em que casara com Agalbursa: casou Sinispela com o irmão daquela, Hugo Pôncio. As núpcias decorreram em 1177 e deste casamento resultou pelo menos um filho: Hugo, nascido no ano seguinte. O marido não sobreviveria muito tempo ao casamento: oito anos depois, em 1185, falecia Hugo, e no ano seguinte Barisão II de Arbórea. Por volta dessa data, Sinispela terá casado uma segunda vez, com Cosme I de Torres, e ter-lhe-á dado pelo menos quatro filhos: Maria, Preciosa, Mariano (o herdeiro) e Georgina.
Entretanto, a viúva Agalbursa opunha-se à sucessão do enteado Pedro I de Arbórea (e irmão de Sinispela) no julgado e apoiava Hugo, o filho de Sinispela, na altura com cerca de oito anos. Agalbursa, a instigadora, faleceu nos inícios da guerra, que se prolongou até 1192, quando se acordou um governo conjunto dos dois juízes. 
Ter-se-á provavelmente inteirado da ocupação cagliaritana de Arborea, que depôs o irmão e o filho e colocou no poder o invasor Guilherme Salúsio IV de Cagliari. Foi Hugo que negociou com Guilherme a sua retirada parcial e se tornou no seu sub juíz. Sabe-se que Cosme, juntamente com o irmão mais velho, Constantino II de Torres, atacou Arbórea. Não se sabe concretamente a razão, embora haja a possibilidade de ter tentado reclamar o trono como novo esposo de Sinispela. Como resposta apaziguadora, Hugo e o ocupante Guilherme ofereceram-lhe o castelo de Goceano.
Em 1204 Cosme ter-se-á separado dela para se casar com Inês de Saluzzo. Nada se sabe de Sinispela depois desta data. 